# Église de Saint-Denis-de-Jouhet
L'église de Saint-Denis-de-Jouhet est une église catholique française. Elle est située sur le territoire de la commune de Saint-Denis-de-Jouhet, dans le département de l'Indre, en région Centre-Val de Loire.

## Situation
L'église se trouve dans la commune de Saint-Denis-de-Jouhet, au sud du département de l'Indre, en région Centre-Val de Loire. Elle est située dans la région naturelle du Boischaut Sud. L'église dépend de l'archidiocèse de Bourges, du doyenné du Boischaut Sud et de la paroisse d'Aigurande.

## Histoire
L'église fut construite entre le XIIe siècle et le XIIIe siècle.
L'édifice est classé au titre des monuments historiques par arrêté du 8 juin 1920.